# 3rd Infantry Division (United States Army)
La 3ª Divisione di fanteria (in inglese 3rd Infantry Division) è una divisione di fanteria meccanizzata dell'Esercito statunitense, equipaggiata con carri armati e mezzi meccanizzati da combattimento per la fanteria.
La divisione ha partecipato alla maggior parte dei conflitti in cui sono stati coinvolti gli Stati Uniti, distinguendosi in particolare nella prima guerra mondiale, dove combatté sul Fronte occidentale, e nella seconda guerra mondiale, dove prese parte allo Sbarco in Sicilia e all'Operazione Dragoon. Dopo la seconda guerra mondiale, la 3ª Divisione di fanteria, rorganizzata come divisione pesante meccanizzata, rimase schierata per decenni in Europa a disposizione del comando USAREUR per contrastare un'eventuale invasione delle forze armate del Patto di Varsavia.
Dopo la fine della Guerra fredda, la divisione, fornita dei mezzi più moderni dell'arsenale americano, è rimasta in servizio attivo e ha svolto un ruolo decisivo nella fase iniziale della Guerra in Iraq, dove ha costituito la formazione di punta dell'esercito statunitense, concludendo con pieno successo con la presa di Baghdad, la rapida avanzata nel deserto iracheno a ovest dell'Eufrate.

## Storia
La 3rd Infantry Division fu una delle divisioni che ebbero più successo nella storia dell'esercito degli Stati Uniti. Essa ha pagato a caro prezzo la propria distinzione, con 50 000 tra morti e feriti nei periodi di guerra. 51 membri della 3rd Infantry Division hanno ricevuto la Medal of Honor.

### La prima guerra mondiale
Comandanti:
1. Maggiore Generale Joseph Dickman (28 novembre 1917)
2. Brigadiere Generale J. A. Irons (11 febbraio 1918)
3. Maggiore Generale Joseph T. Dickman (13 febbraio 1918)
4. Brigadiere Generale J. A. Irons (27 febbraio 1918)
5. Brigadiere Generale Charles Crawford (8 marzo 1918)
6. Brigadiere Generale J. A. Irons (10 marzo 1918)
7. Brigadiere Generale Charles Crawford (19 marzo 1918)
8. Maggiore Generale Joseph T. Dickman (12 aprile 1918)
9. Brigadiere Generale F. W. Sladen (18 agosto 1918)
10. Maggiore Generale Beaumond B. Buck (27 agosto 1918)
11. Brigadiere Generale Preston Brown (18 ottobre 1918)
12. Maggiore Generale Robert L. Howze (19 novembre 1918)

La 3rd Infantry Division venne attivata nel novembre del 1917 durante la prima guerra mondiale a Camp Greene, Carolina del Nord. Otto mesi dopo, essa venne inviata già in Francia per i primi combattimenti. Alla mezzanotte del 14 luglio 1918, la divisione prese parte all'ultimo combattimento. Coinvolta nella Battaglia della Marna come membro del corpo di spedizione americano in Europa, la divisione ebbe il compito di proteggere Parigi con il posizionamento sul fiume Marna. Il 7th Machine Gun Battalion e la 3rd Division si posizionarono a Château-Thierry aspettando la ritirata delle truppe francesi e poi ricacciando i tedeschi oltre il fiume. Mentre difendeva le truppe in ritirata, la 3rd Infantry Division rimase un blocco unico invincibile meritandosi l'appellativo di "roccia della Marna". La restante parte della divisione venne assorbita dal comando francese e posta al comando del generale Joseph Dickman e il 15 luglio 1918 prese parte all'ultima offensiva della guerra. Il generale John Pershing disse che la performance della divisione durante gli scontri fu la migliore di tutta la storia. Durante la guerra due membri della divisione ottennero la Medal of Honor.

### La seconda guerra mondiale
Comandanti:

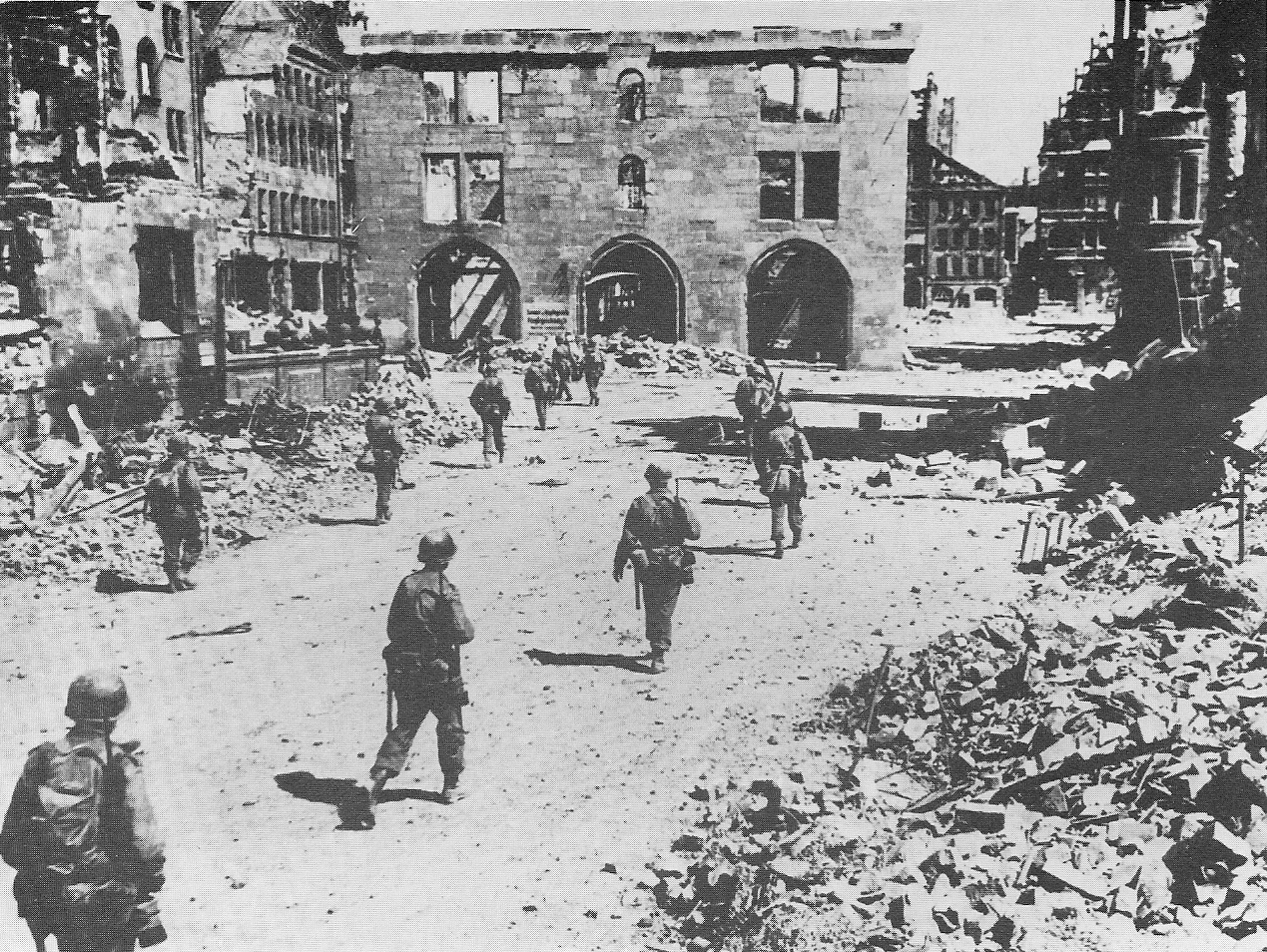
Soldati della 3rd Infantry Division a Norimberga, Germania, il 20 aprile 1945

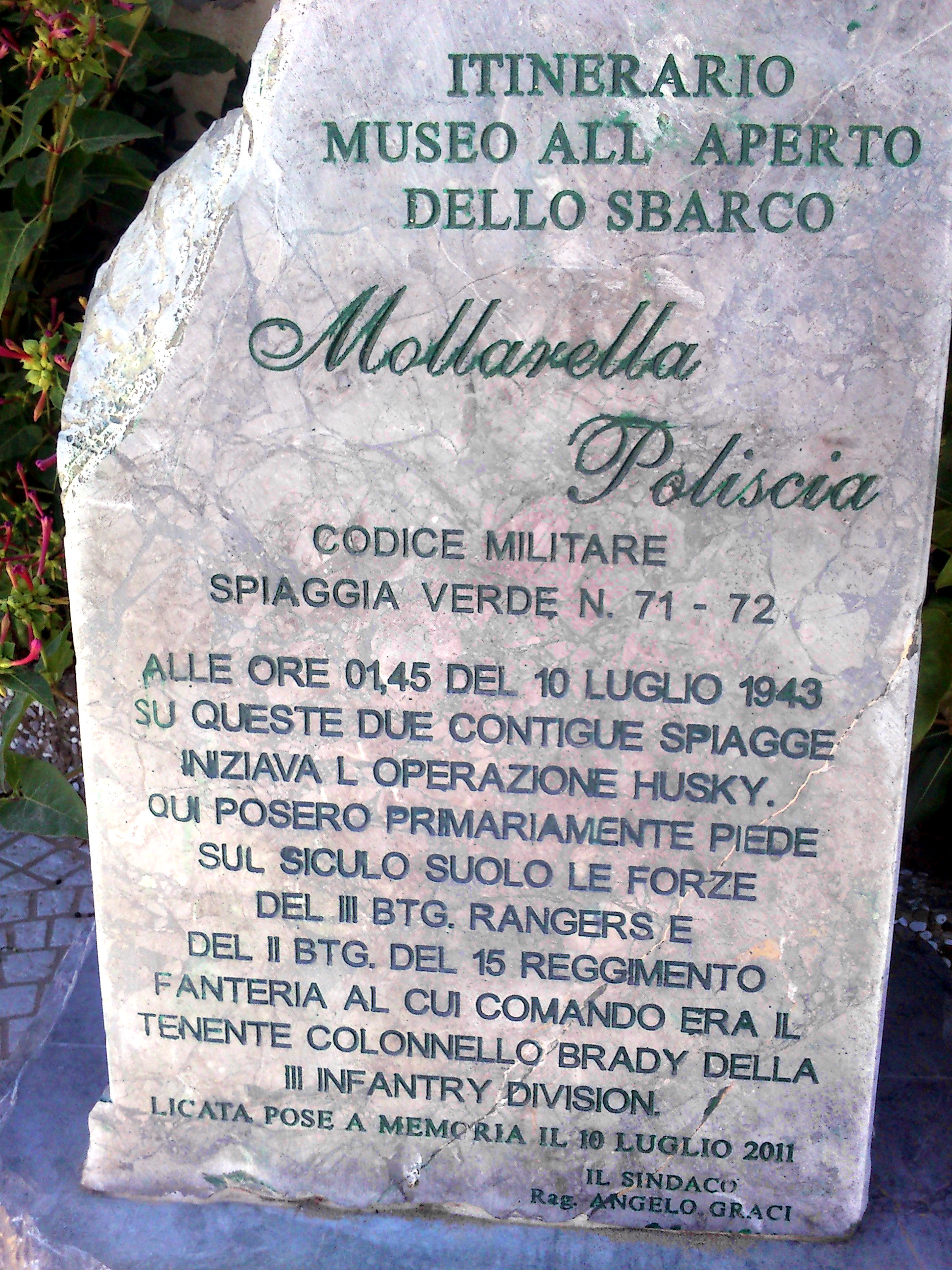

1. Maggiore Generale Charles F. Thompson (luglio 1940 – agosto 1941)
2. Brigadiere Generale Charles P. Hall (agosto 1941 – settembre 1941)
3. Maggiore Generale John Lucas (settembre 1941 – marzo 1942)
4. Maggiore Generale Jonathan W. Anderson (marzo 1942 – marzo 1943)
5. Maggiore Generale Lucian Truscott, Jr. (marzo 1943 – febbraio 1944)
6. Maggiore Generale John W. O'Daniel (febbraio 1944 – dicembre 1945)
7. Maggiore Generale William R. Schmidt (luglio 1945 – agosto 1946)

La 3rd Division fu una delle divisioni americane a combattere contro le forze dell'Asse su tutti i fronti europei durante la seconda guerra mondiale.
La prima azione della divisione nel secondo conflitto mondiale fu nell'ambito dell'Operazione Torch nell'invasione alleata del Nordafrica quando, sbarcando a Fedala l'8 novembre 1942, prese metà del Marocco francese. Otto mesi più tardi, il 10 luglio 1943, la Divisione, guidata dal generale Lucian Truscott, effettuò lo sbarco di oltre 55.000 soldati e 14.000 veicoli a Licata in Sicilia, Sbarco in Sicilia, attraverso il Porto di Licata. Nelle prime ore della notte ebbero inizio le operazioni di sbarco della JOSS Force USA nelle spiagge di Licata, a ovest Baia della Mollarella e Torre di Gaffe, e a est di Licata presso Montegrande (o Montagnagrande) e Playa, e Falconara. Quindi la Divisione proseguì all'interno della Sicilia in direzione Palermo, e portò avanti dei combattimenti a Palermo prima di conquistare Messina e portando così a termine la campagna siciliana. Nove giorni dopo l'invasione dell'Italia, il 18 settembre 1943, la 3rd division sbarcò a Salerno e con azioni intensive attraversò il Volturno e si recò a Cassino. Dopo un breve periodo di riposo, la divisione colpì con lo sbarco di Anzio del 22 gennaio 1944 mantenendo per quattro mesi un attacco serrato contro i tedeschi.
Nel maggio di quell'anno, la divisione si diresse verso Roma e si preparò poi per l'invasione del sud della Francia. Il 15 agosto 1944, la divisione sbarcò a Saint-Tropez, avanzando per la valle del Rodano, per le montagne dei Vosgi e raggiungendo poi il Reno a Strasburgo tra il 26 e il 27 novembre 1944. Dopo aver mantenuto posizioni difensive e aver preso parte alla cacciata dei tedeschi da Colmar, il 23 gennaio, il 18 febbraio e il 15 marzo 1945 portò avanti dei combattimenti sulla Linea Sigfrido a sud di Zweibrücken nell'ambito dell'operazione Undertone. La divisione attraversò il Reno il 26 marzo 1945 e diresse quindi alla volta di Norimberga, prendendo la città dopo una dura battaglia tra il 16 e il 20 aprile. La 3rd division si diresse dunque ad Augusta e a Monaco di Baviera tra il 27 e il 30 aprile e poi a Salisburgo.
Elementi del 7th Infantry Regiment che prestarono servizio nella 3rd Infantry Division ebbero l'onore di catturare parte della residenza di Hitler a Berchtesgaden.

### La Guerra di Corea
Comandanti:
1. Maggiore Generale Robert H. Soule (agosto 1950 – ottobre 1951)
2. Maggiore Generale Thomas J. Cross (ottobre 1951 – maggio 1952)
3. Maggiore Generale Robert L. Dulaney (maggio 1952 – ottobre 1952)
4. Maggiore Generale George W. Smythe (ottobre 1952 – v1953)
5. Maggiore Generale Eugene W. Ridings (maggio 1953 – ottobre 1953)

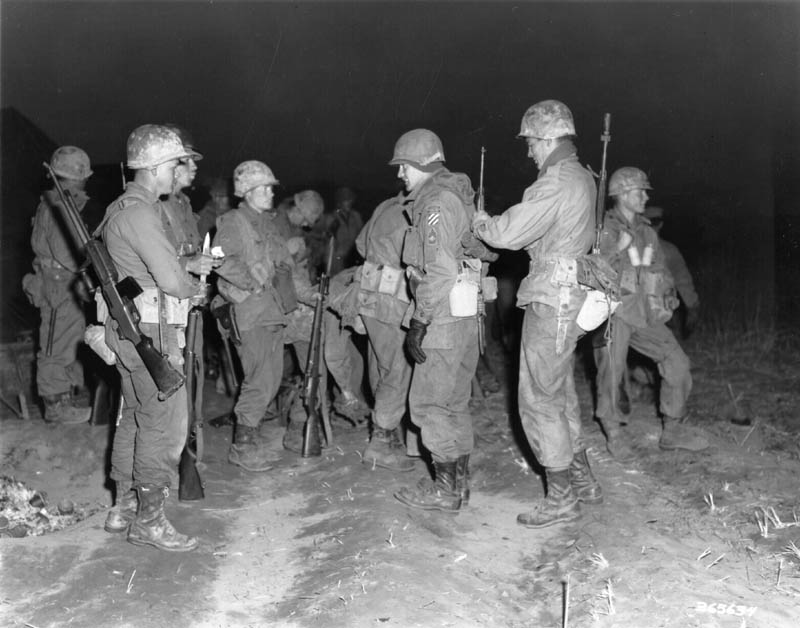
Le truppe della 3rd Infantry Division in pattuglia presso il fiume Imjin, 1951

Durante la Guerra di Corea, la divisione venne conosciuta col nome di "Fire Brigade" per la sua rapida risposta alla crisi. La 3rd Infantry Division venne acquartierata presso Fort Benning assieme al 15th Infantry Regiment. Il 7th Infantry Regiment venne collocato a Fort Devens. La 3rd Infantry Division inizialmente giunse in Giappone come riserva, e pianificò le missioni per l'occupazione della Corea del Nord. In Giappone essa ottenne anche il sostegno di molti soldati confluiti dalla Corea del Sud. Lo sbarco delle truppe in Corea poi avvenne a Wonson e ricevette anche il 65th Infantry Regiment. A Majon-dong venne stabilita la nuova posizione difensiva ove il 65th Infantry ottenne il proprio battesimo del fuoco. Il 1st ed il 2nd Battalions del 7th Infantry costituirono il fianco sinistro delle azioni. Il 15th Infantry si trovava tra il 7th ed il 65th Regiments. Il 3rd Battalion e il 7th Infantry furono il nucleo della Battaglia di Chosin che venne diretta dal Brigadiere Generale Armistead D. Mead assistito dal comandante della 3rd Division e inviato a nord a condurre la guerra con il 1st Marine Regiment a Chinhung-ni.
La divisione venne poi inviata in supporto a delle missioni di combattimento dell'VIII armata sino al 1953 quando venne ritirata dal campo di battaglia, sempre comunque distinguendosi con onore in episodi decisivi come la Battaglia dei Chosin Reservoir. La 3rd Infantry Division ricevette per questa guerra dieci Battle Stars.

### Dal 1953 al 2000
Comandanti:
| - Maggiore Generale Charles D. W. Canham (novembre 1953 – novembre 1954) - Maggiore Generale Haydon L. Boatner (dicembre 1954 – ottobre 1955) - Maggiore Generale George E. Lynch (ottobre 1955 – febbraio 1957) - Brigadiere Generale Frederick R. Zierath (marzo 1957 – marzo 1957) - Maggiore GeneraleRoy E. Lindquist (marzo 1957 – agosto 1958) - Maggiore Generale John S. Upham, Jr. (agosto 1958 – aprile 1960) - Maggiore Generale Albert Watson II (aprile 1960 – aprile 1961) - Maggiore Generale William W. Dick, Jr. (aprile 1961 – aprile 1962) - Brigadiere GeneraleMorris O. Edwards (aprile 1962 – giugno 1962) - Maggiore Generale Frank T. Mildren (giugno 1962 – marzo 1964) - Maggiore Generale Albert O. Connor (marzo 1964 – febbraio 1966) - Brigadiere Generale Jack S. Blocker (febbraio 1966 – aprile 1966) - Maggiore Generale Robert H. Schellman (aprile 1966 – agosto 1967) - Brigadiere GeneraleLawrence V. Greene (agosto 1967 – ottobre 1967) - Maggiore GeneraleGeorge P. Seneff, Jr. (ottobre 1967 – marzo 1969) - Maggiore Generale George M. Seignious II (marzo 1969 – febbraio 1970) - Maggiore GeneraleRobert C. Taber (febbraio 1970 – aprile 1971) - Maggiore Generale Marshall B. Garth (aprile 1971 – settembre 1972) | - Maggiore GeneraleSam S. Walker (settembre 1972 – giugno 1974) - Maggiore Generale Edward C. Meyer (giugno 1974 – agosto 1975) - Maggiore Generale Pat W. Crizer (agosto 1975 – ottobre 1977) - Maggiore Generale R. Dean Tice (ottobre 1977 – ottobre 1979) - Maggiore Generale Robert L (Sam) Wetzel (ottobre 1979–1981) - Maggiore Generale Fred K. Mahaffey (1981–1983) - Maggiore Generale Howard G. Crowell, Jr. (1983–1985) - Maggiore Generale George R. Stotser (1985–1987) - Brigadiere Generale Nicholas S. H. Krawciw (1987–1989) - Maggiore Generale Wilson A. Shoffner (1989–1991) - Brigadiere Generale Richard F. Keller (1991–1993) - Maggiore Generale Leonard D. Holder (1993–1995) - Maggiore Generale Montgomery C. Meigs (luglio 1995 – febbraio 1996) - Maggiore Generale Joseph De Francisco (giugno 1996 – agosto 1996) - Maggiore Generale John W. Hendrix (agosto 1996 – ottobre 1997) - Maggiore Generale James C. Riley (ottobre 1997 – dicembre 1999) - Maggiore Generale Walter L. Sharp (dicembre 1999 – dicembre 2001) |

Dall'aprile del 1958 all'aprile del 1996, la Marne Division stazionò con il VII Corps nella Germania occidentale ottenendo il comando militare di città di peso come Wurzburg (Div. Hq. & Support Command), Schweinfurt (1st Brigade), Kitzingen (2nd Brigade) e Aschaffenburg (3rd Brigade). Nell'agosto del 1961, alcuni giorni dopo l'erezione del Muro di Berlino, un rinforzo del 7th Infantry Regiment (unità della 3rd Infantry Division) ottenne di viaggiare per l'autostrada a Aschaffenburg in Baviera nella Germania occidentale, ove giunsero senza che si fossero verificati incidenti.
Nel novembre 1990 i soldati del 3rd Infantry Division vennero nuovamente chiamati all'azione. A seguito della Guerra del Golfo più di 6 000 uomini della Divisione presero parte con la 1st Armored Division all'Operazione Desert Storm come parte della coalizione alleata. Altri circa 1 000 soldati vennero impiegati nel sud della Turchia e nel nord dell'Iraq per dare conforto ai rifugiati curdi proteggendoli.
Nel 1996 la divisione venne ristazionata nelle basi di Fort Stewart, Fort Benning e Hunter Army Airfield, in Georgia. Da questo periodo in poi alcuni contingenti della divisione presero parte agli scontri in Egitto, Bosnia e Kosovo in unione con altre missioni umanitarie.

### Gli ultimi anni
Comandanti
1. Maggiore Generale Buford "Buff" Blount
2. Maggiore Generale William Grant Webster
3. Maggiore Generale Rick Lynch
4. Maggiore Generale Tony Cucolo

Dal 2003 la divisione è stata impiegata nel Kuwait e poi nelle forze di coalizione per la liberazione dell'Iraq dal regime dittatoriale, sostenendo degli attacchi a Baghdad già nell'aprile di quell'anno e portando quindi poi alla fine del governo di Saddam Hussein. La First Brigade prese il Baghdad International Airport e assicurò l'area agli alleati. La Second Brigade venne impiegata poi a Fallujah e fece ritorno negli Stati Uniti dall'agosto 2003.
Nel gennaio 2005, la 3rd Infantry Division divenne la First Army Division e tornò nuovamente in Iraq, ponendo il proprio quartier generale a Baghdad. La First e la Third Brigade della 3rd Infantry Division vennero poste sotto il controllo della 42nd Infantry Division, e poi sotto la 101st Airborne Division, prestando servizio nel nord del paese.
Nel gennaio del 2006 la divisione fece ritorno a Fort Stewart e Fort Benning, ottenendo di tornare in Iraq dal 2007 in supporto ad altre operazioni a Baghdad.
La 3rd Infantry Division assunse quindi il comando del settore nord dall'ottobre del 2009 dove ancora oggi opera per operazioni di assistenza alla popolazione in tutte le province irachene.

## Struttura attuale
3rd Infantry Division
- Division Special Troops Battalion
- 1st Brigade Combat Team "Raider"

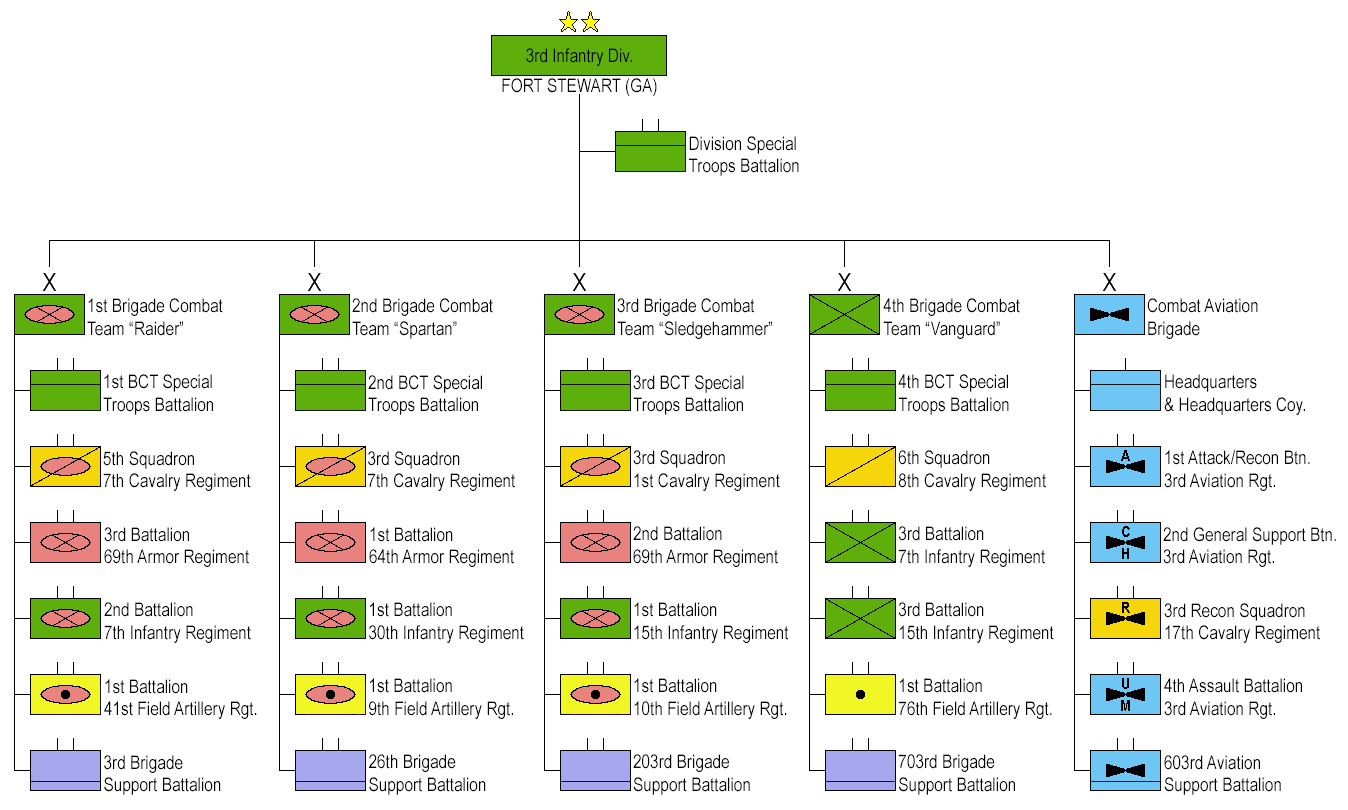
Struttura della 3rd Infantry Division (clicca per allargare)

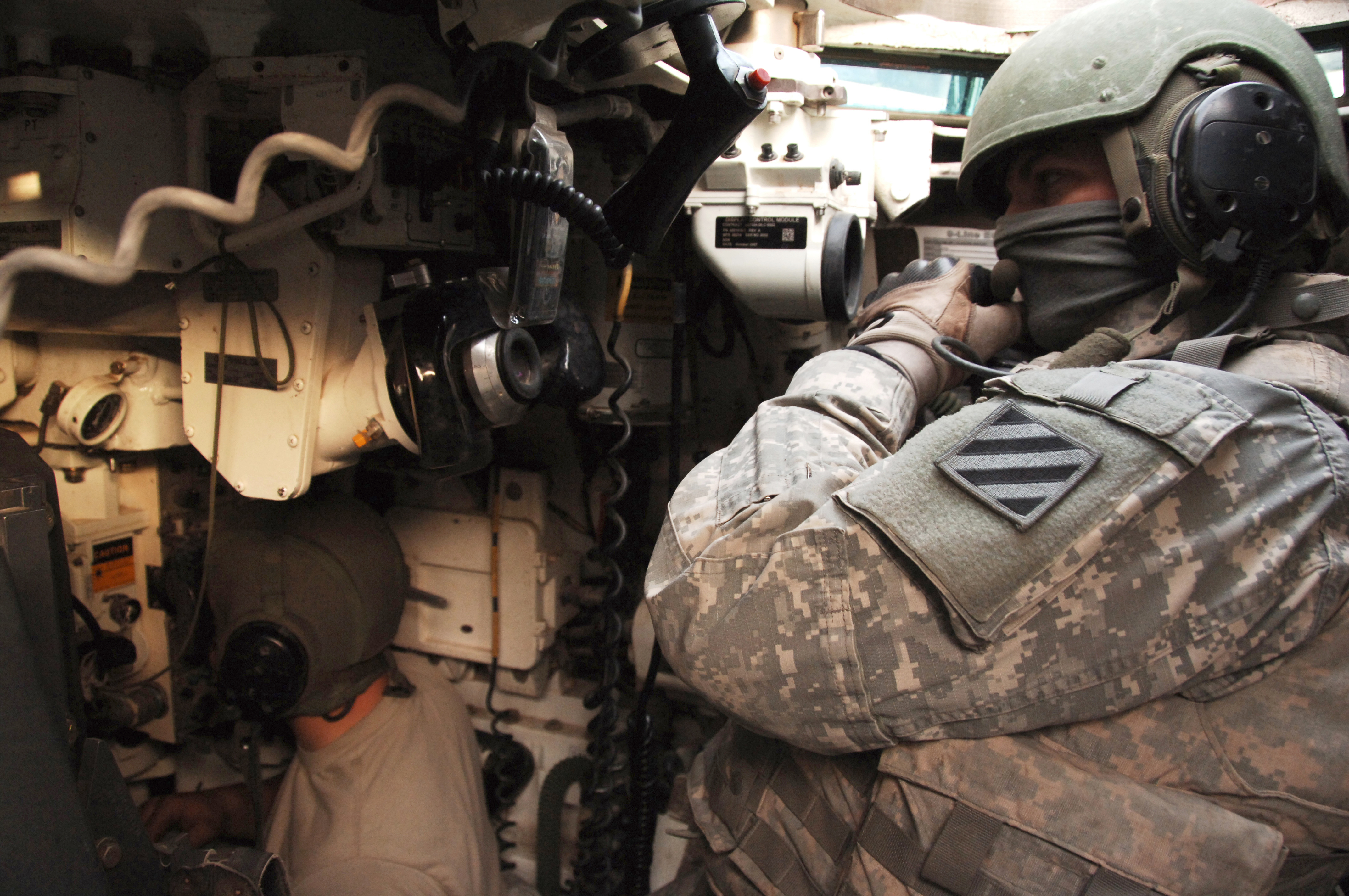
Soldati della 3rd in Iraq

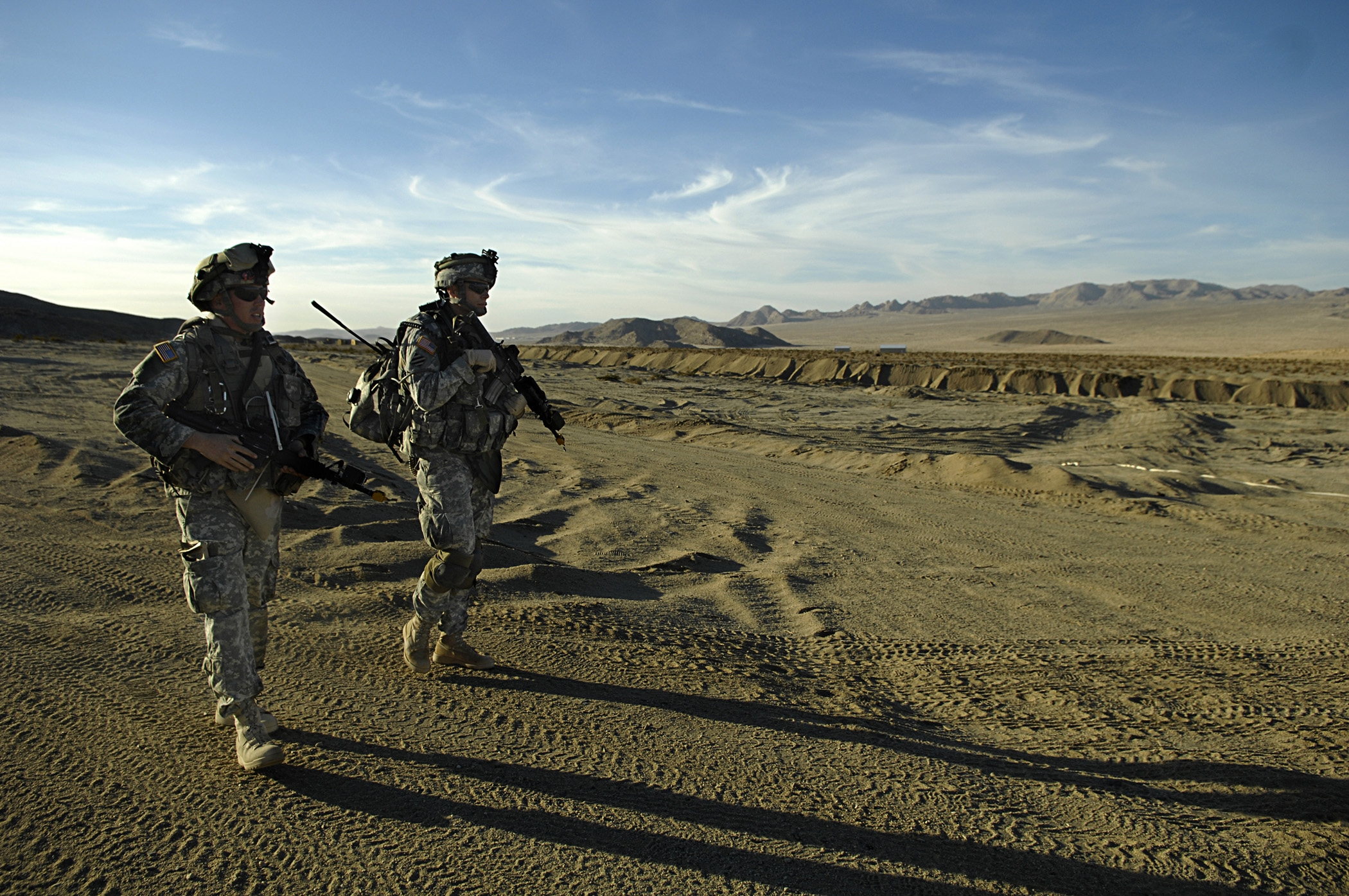
Soldati del 3rd Squadron, 1st Cavalry Regiment, 3rd Heavy Brigade Combat Team del 3rd Infantry in allenamento a Fort Irwin

  - 1st Brigade Special Troops Battalion "Desert Cat"
  - 5th Squadron, 7th Cavalry Regiment (RSTA) "Warpaint"
  - 3rd Battalion, 69th Armor Regiment "Speed & Power"
  - 2nd Battalion, 7th Infantry Regiment "Cottonbalers"
  - 1st Battalion, 41st Field Artillery Regiment "Glory Guns"
  - 3rd Brigade Support Battalion "Ready to Roll"
- 2nd Brigade Combat Team "Spartan"
  - 2nd Brigade Special Troops Battalion "Titan"
  - 3rd Squadron, 7th Cavalry Regiment "Saber"
  - 1st Battalion, 64th Armor Regiment "Desert Rogue"
  - 1st Battalion, 30th Infantry Regiment "Battleboar"
  - 1st Battalion, 9th Field Artillery Regiment "Battleking"
  - 26th Brigade Support Battalion "Challenger"
- 3rd Heavy Brigade Combat Team "Sledgehammer"[5]
  - 3rd Brigade Special Troops Battalion "Buffalo"
  - 3rd Squadron, 1st Cavalry Regiment "Blackhawk"
  - 2nd Battalion, 69th Armor Regiment "Panther"
  - 1st Battalion, 15th Infantry Regiment "Dragon"
  - 1st Battalion, 10th Field Artillery Regiment "Rock"
  - 203rd Brigade Support Battalion "Eagle"
- 4th Infantry Brigade Combat Team "Vanguard"
  - 4th Brigade Special Troops Battalion "Sentinel"
  - 6th Squadron, 8th Cavalry Regiment "Mustang"
  - 3rd Battalion, 15th Infantry Regiment "China"
  - 3rd Battalion, 7th Infantry Regiment "Baler"
  - 1st Battalion, 76th Field Artillery Regiment "Patriot"
  - 703rd Brigade Support Battalion "Maintain"
- Combat Aviation Brigade, 3rd Infantry Division "Falcon"
  - Headquarters and Headquarters Company, "Talons"
  - 1st Battalion (Attack), 3rd Aviation Regiment (AH-64D/AH-64DW), "Viper"
  - 2nd Battalion (General Support), 3rd Aviation Regiment (UH-60A/UH-60L/CH-47), "Knighthawk"
  - 3rd Squadron, 17th Cavalry Regiment (OH-58D), "Lighthorse"
  - 4th Battalion (Assault), 3rd Aviation Regiment (UH-60L), "Brawler"
  - 603rd Support Battalion (Aviation) "Work Horse"